# Q1大廈
Q1大廈，全稱昆士蘭第一大廈（英語：Queensland Number One）是一幢位於澳洲昆士蘭黃金海岸的摩天大樓，共77层。Q1大廈的總高度為322.5公尺（含尖頂高度），是澳洲第一高樓。在2005年完工時，Q1大廈成為全球最高的住宅大廈，其地位於2011年4月29日被迪拜火炬大厦取代。此外，Q1大廈是南半球第二高的摩天大樓，僅次於位在印尼雅加達、383公尺高的署名大廈（Autograph Tower）。2005年11月，Q1大廈正式營運。
2009年，在昆士蘭州建立150周年活動上，Q1大廈被入選為昆士蘭州地標建築物。

## 建築高度
Q1大廈的尖頂高度為322.5（1,058英尺），其樓頂高度為245（804英尺），若依照尖頂高度排列，該大廈是澳洲最高摩天大樓；但若以屋頂高度或最高使用樓層高度來排列的話，Q1大廈低於里亞爾托塔、尤里卡大樓等其他共九棟建築。
在Q1大廈於2005年完成時，超越位於阿拉伯聯合大公國杜拜的21世紀大廈（建築高度：269（883英尺）），成為當時最高的住宅公寓大廈，直到2011年才被杜拜火炬大廈超越。若以建築尖頂高度來當基準，該大廈在2011年12月前曾是世界上前50高摩天大樓之一。在黃金海岸，接近Q1大廈高度的有卡維爾圓環大廈北座（建築高度：219.5（720英尺））及靈魂大廈（建築高度：243（797英尺））等2棟建築。

## 設計與建造

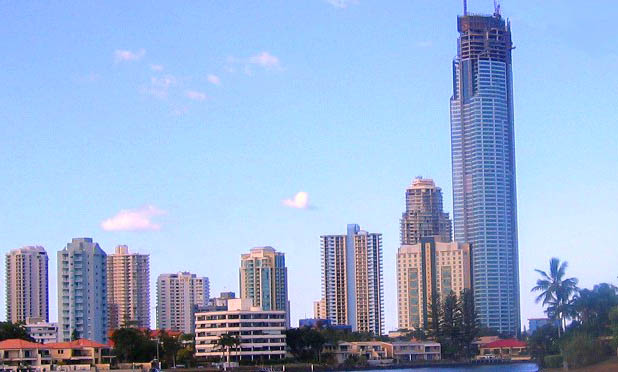
Q1大廈於2005年建設時影像（圖右）。

Q1大廈由SDG與拜肯集团（SDG & The Buchan Group）設計，其建築靈感來源自2000年雪梨奧運的聖火火炬與雪梨歌劇院。大廈名稱則是紀念1920年代澳大利亞奧運Q1賽艇隊成員。
大廈外牆的設計概念主要參考風向、拉力對建築影響的研究，其外側由的網狀玻璃帷幕自大廈底層延伸向上，提供大廈周圍的廣場區域遮陽用，並將大廈主體包覆在內。其玻璃帷幕結構及曲線建築立面，使建築內的廣場購物區零售店面以曲面形式面對街道。此建築項目由桑蘭集團開發建造，並曾獲得2005年安波利斯摩天大樓獎銀獎，僅次於瑞典的HSB旋轉中心。
2005年，Q1大廈正式完工，在黃金海岸市區冲浪者天堂的高層建築裡，其全玻璃帷幕外牆結構顯現出與其他建築的不同點。大廳內分成2組高速電梯，其中4座高速電梯服務B2至第42層樓之間樓層，另外3座獨立的高速電梯服務第43到第74層的閣樓套房。
其建築主體由26個地基樁柱支撐，每根樁柱直徑2（6英尺7英寸），鑿穿4（13英尺）深的堅岩層並向地底打入40（130英尺）深。建築內的住宅單位有分為1個、2個、3個寢室的類別，另有2座潟湖泳池、健身房、小型劇院、舞廳、水療中心等設施。2010年中期，建商向黃金海岸市政府申請建造圍繞在地78層樓的天空步道。

## 觀景台

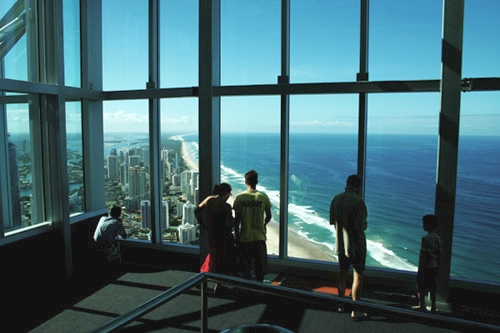
Q1大廈的瞭望台景觀。

Q1大廈第77層與第78層樓有一座瞭望台，其名稱為天頂瞭望臺，此處是澳大利亞唯一一處濱海觀景台，其空間可容納400人，到達第77層觀景台的高速電梯僅需43秒即可到達。此處離衝浪者天堂海灘約230（750英尺），向觀光客提供360度眺望景觀，北邊景觀為布里斯本北部區域，西邊為黃金海岸內陸區域，南邊景觀為新南威爾斯州拜倫灣，以及東邊則可眺望太平洋。

## 建築狀況
2009年，一份針對Q1大廈的狀況報告出爐，上面表示該建築出現損毀現象。昆士蘭建築事務管理局（Queensland Building Services Authority）證實已收到這些對Q1大廈受損狀況的投訴，包括因油漆脫落而使得內部鋼筋開始生鏽，以及玻璃幕牆上開始有玻璃板出現破損狀況等。由於建築北側的樓梯間的加壓送風系統在遇到緊急情況時無法達到最低氣流需求，因而被評估為有缺陷的。昆士蘭建築事務管理局後來要求大廈管理者必須在2010年7月前解決這些問題。

## 事件
Q1大廈是當地跨年慶祝活動時是煙火表演的場地之一。該建築同時是當地學生們在高中畢業旅行周的學生最受歡迎的景點之一，儘管大廈的管理委員會聲稱大部分住戶反對他們駐留於大廈內。
2007年3月28日清晨，2名人員為了追求定點跳傘樂趣，從大廈北邊一躍而下。由於定點跳傘在昆士蘭是不合法活動，這2名人員最後在昆士蘭南港地方法庭（Southport Magistrates Court）判罰澳幣750元。
2009年慶祝昆士蘭建立150周年時，Q1大廈被選入Q150標的物建築與工程項其中之一

## 照片集

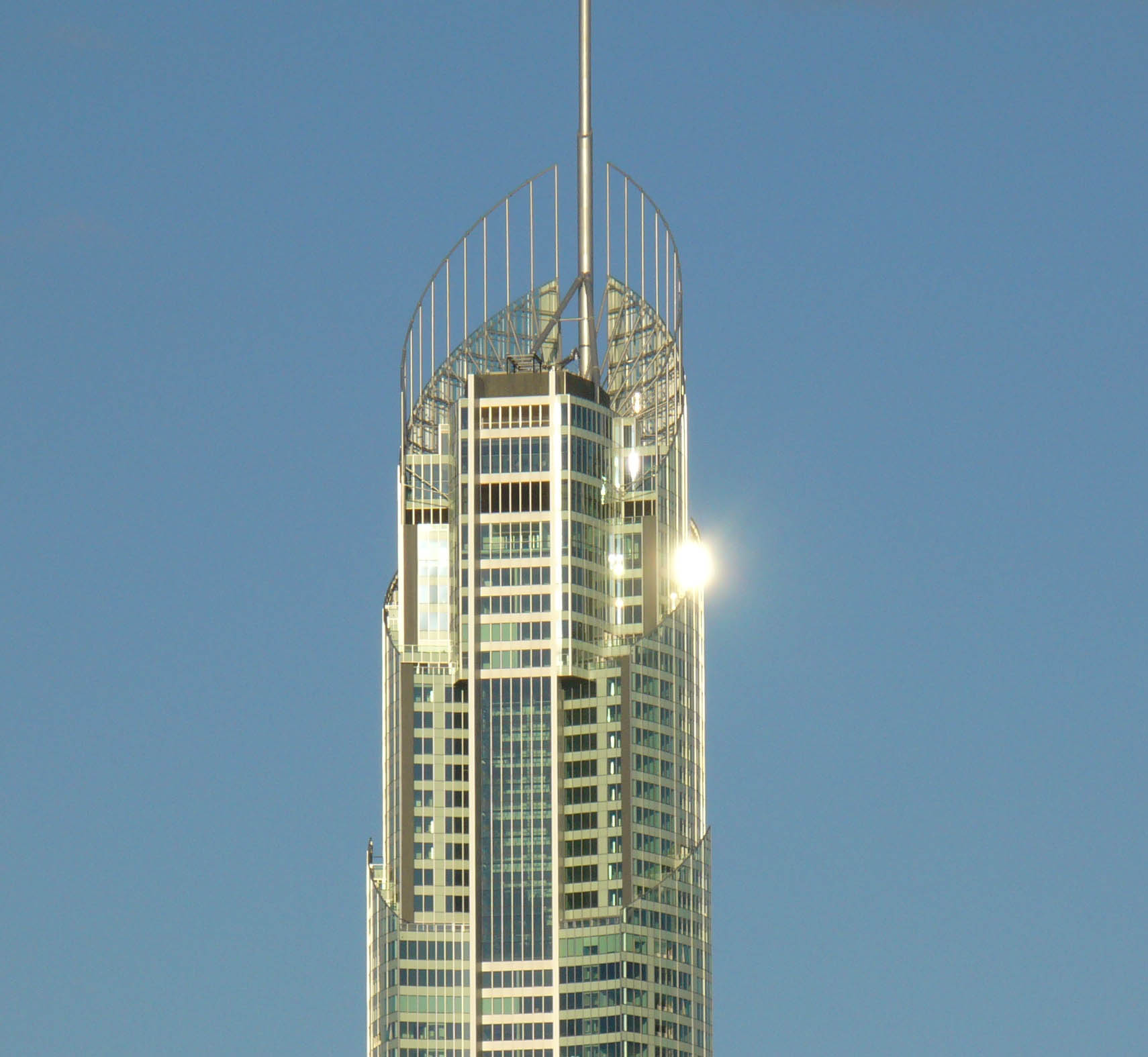
Q1大廈頂端
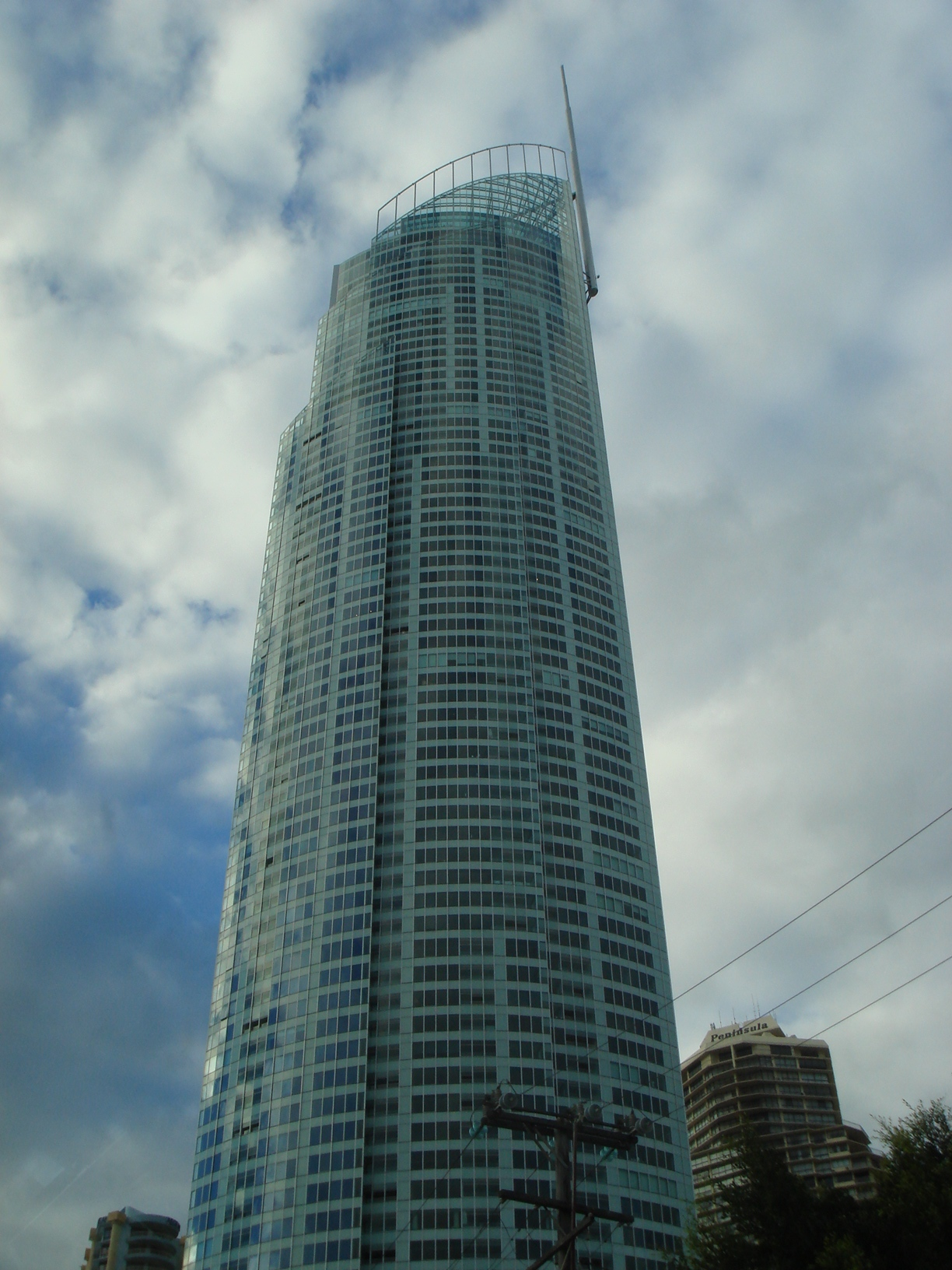
仰望Q1大廈
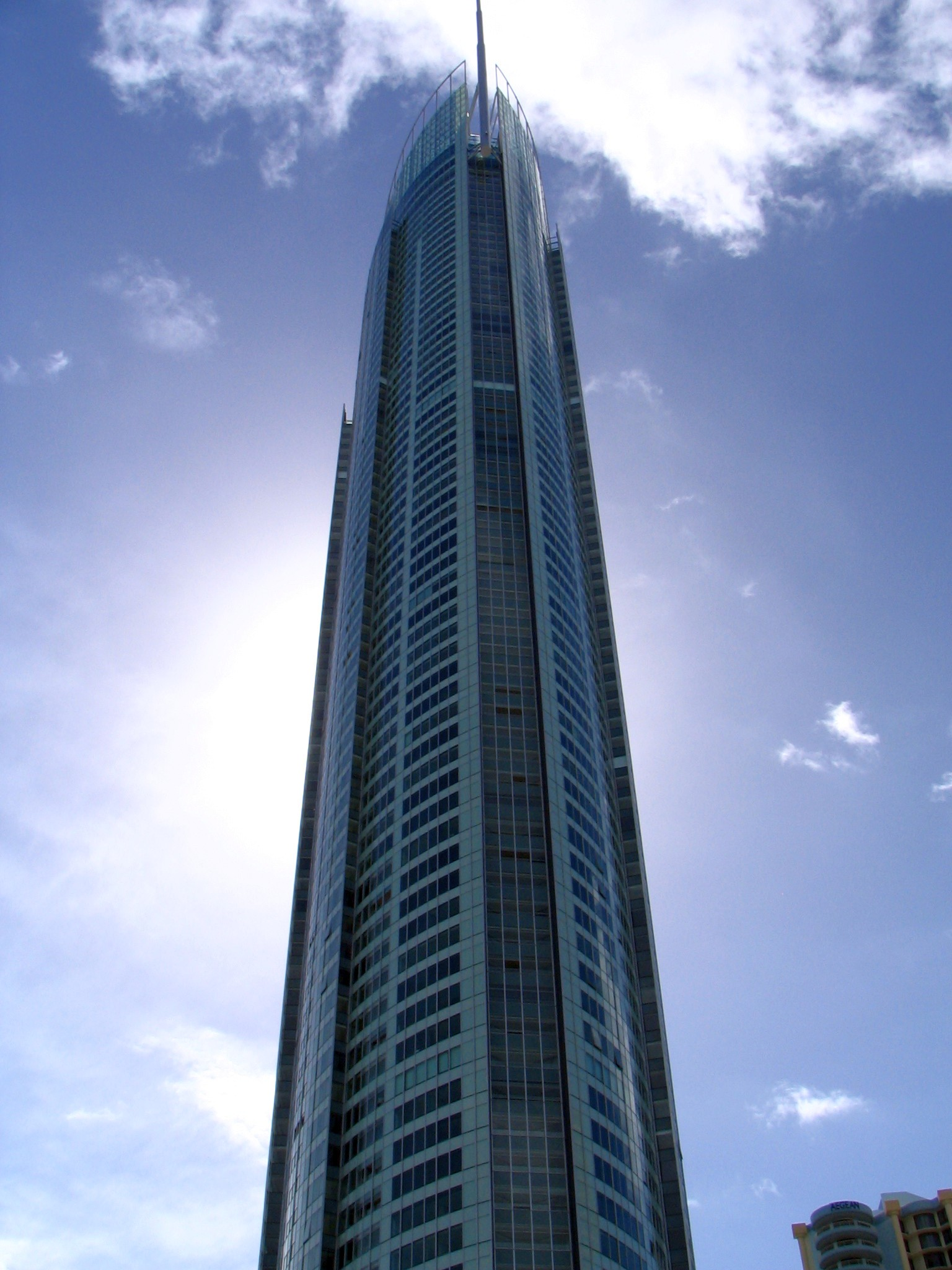
Q1大廈，攝於2006年3月
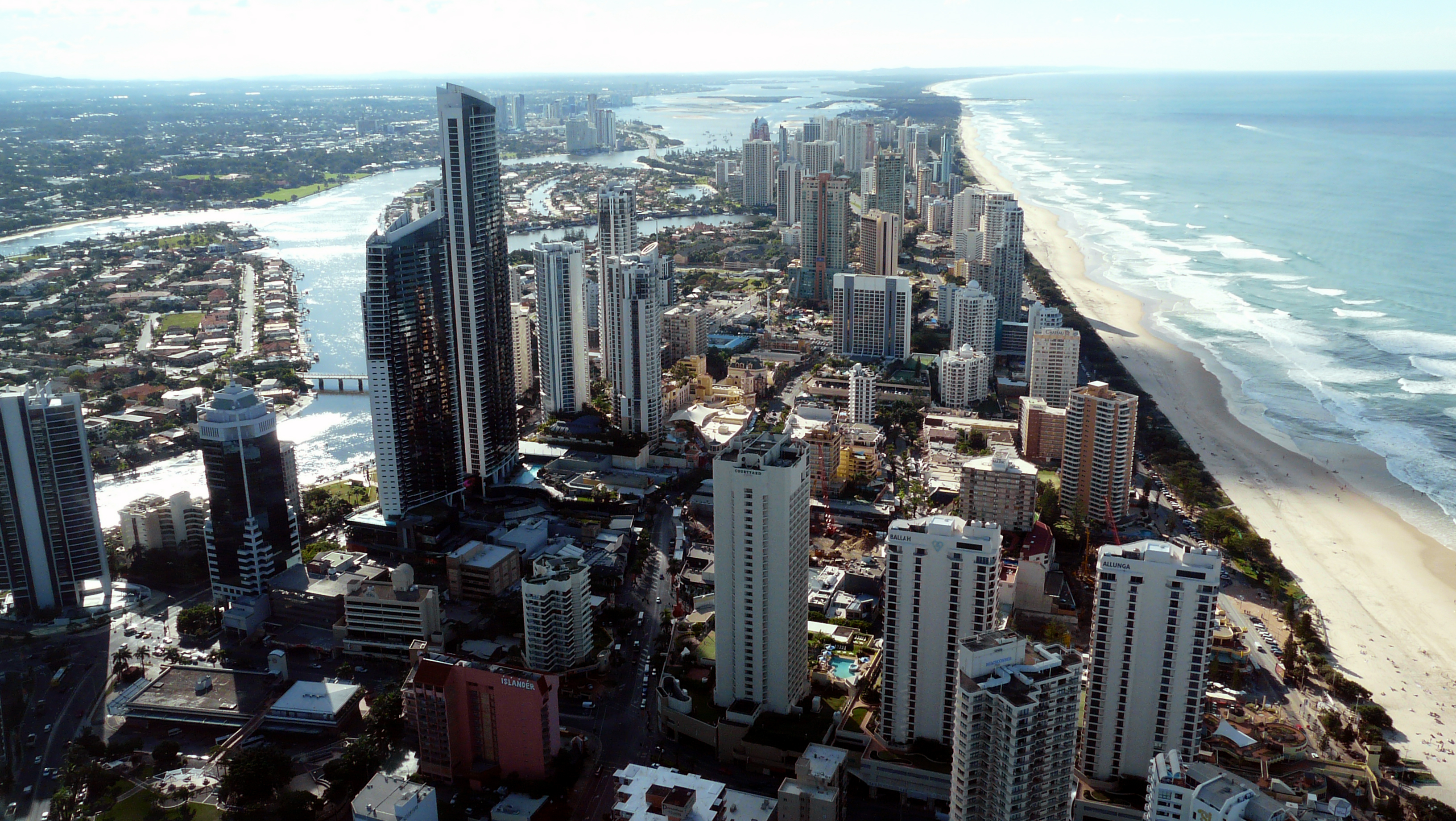
從天頂瞭望臺向北眺望景觀
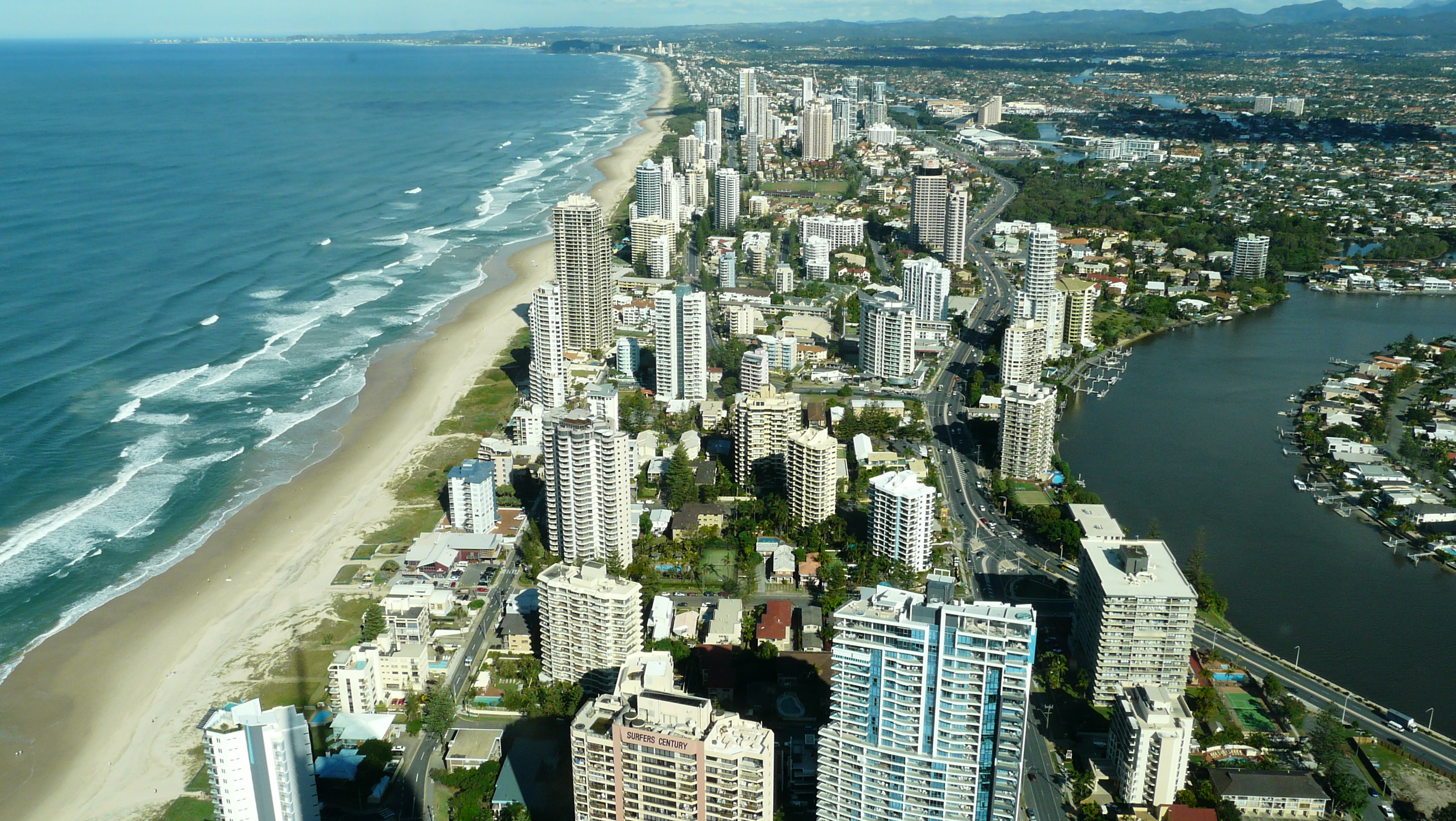
從瞭望臺向南眺望海岸
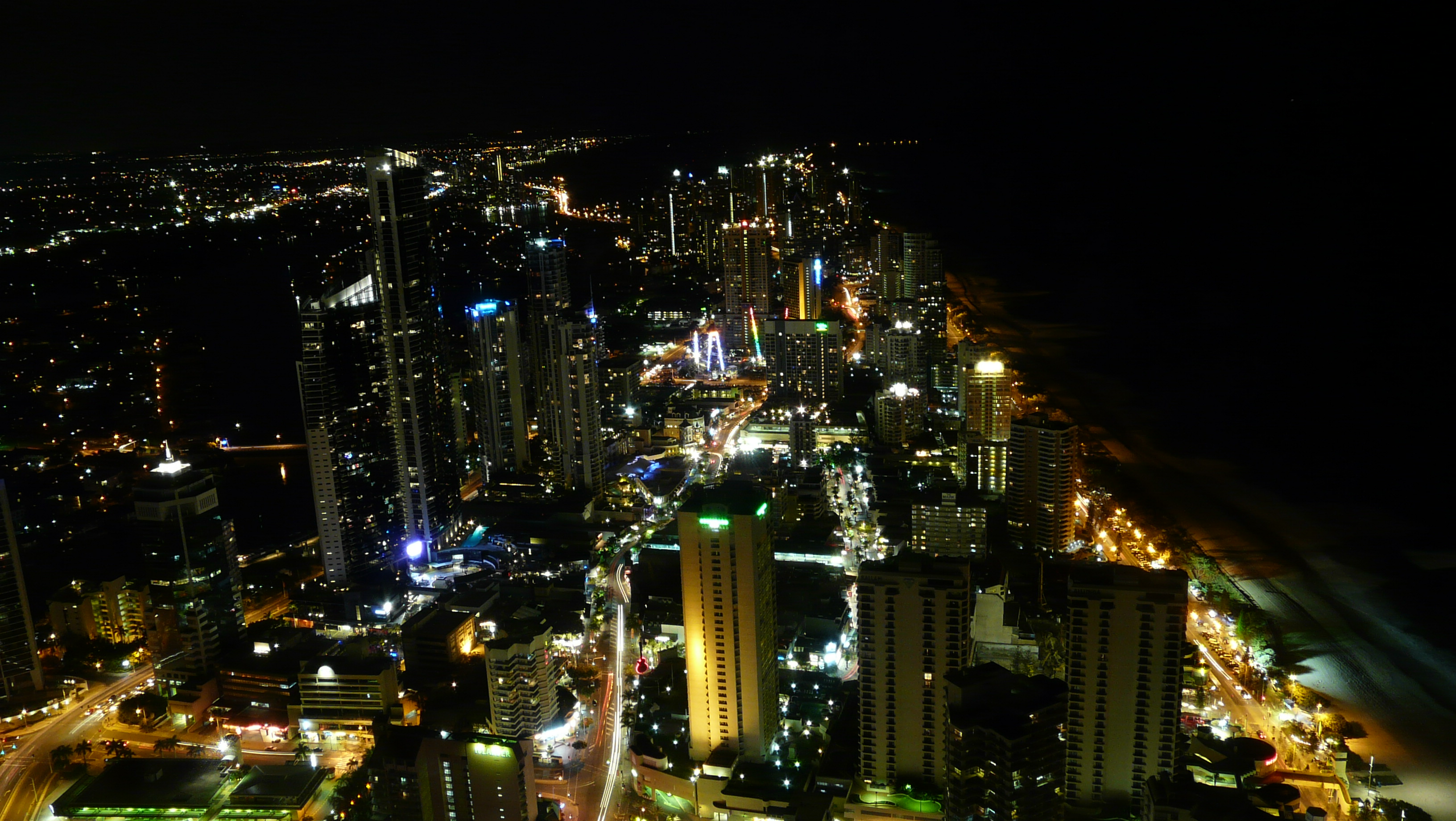
從瞭望臺向北眺望夜景
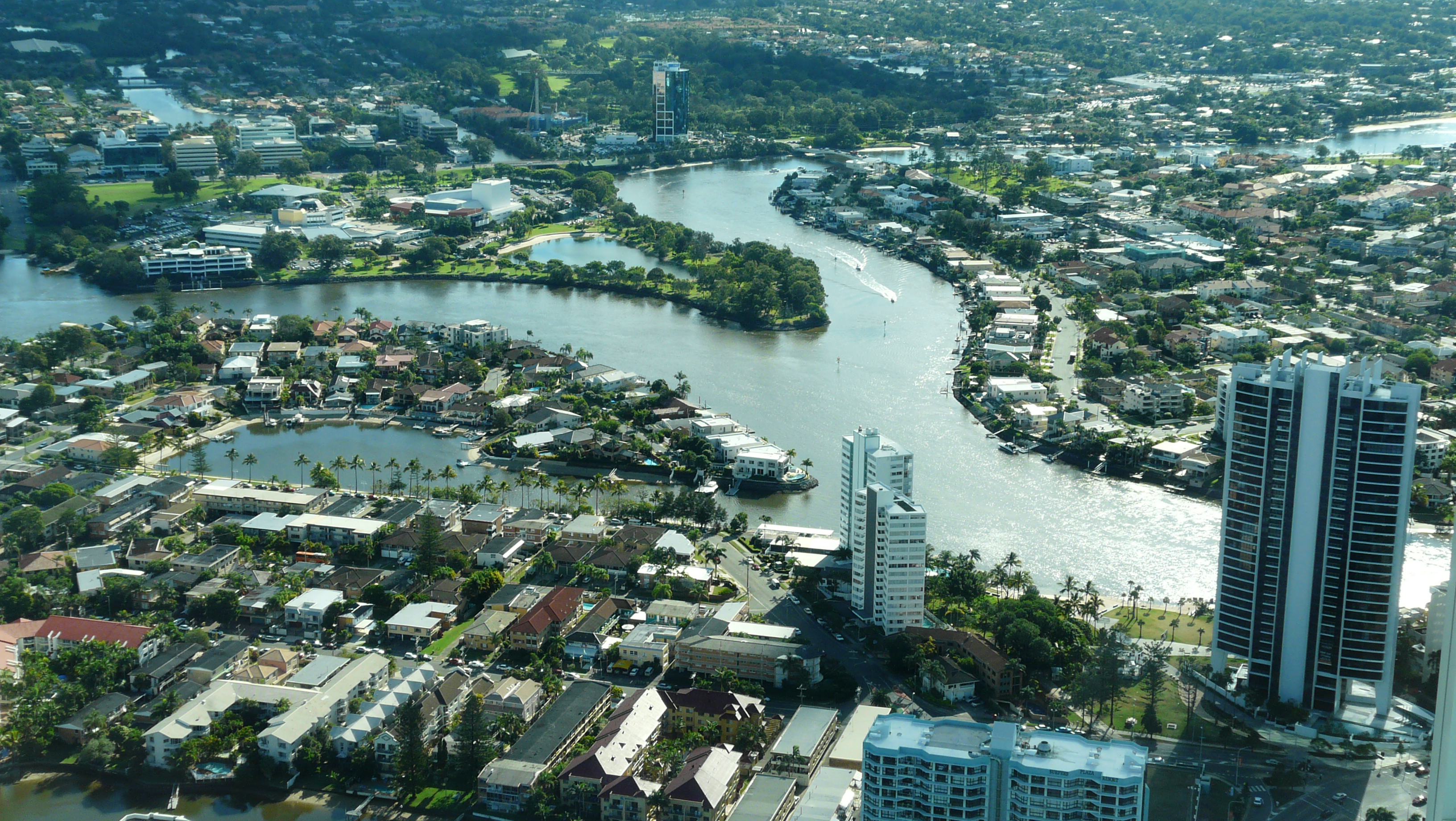
從瞭望臺向西眺望內陸區
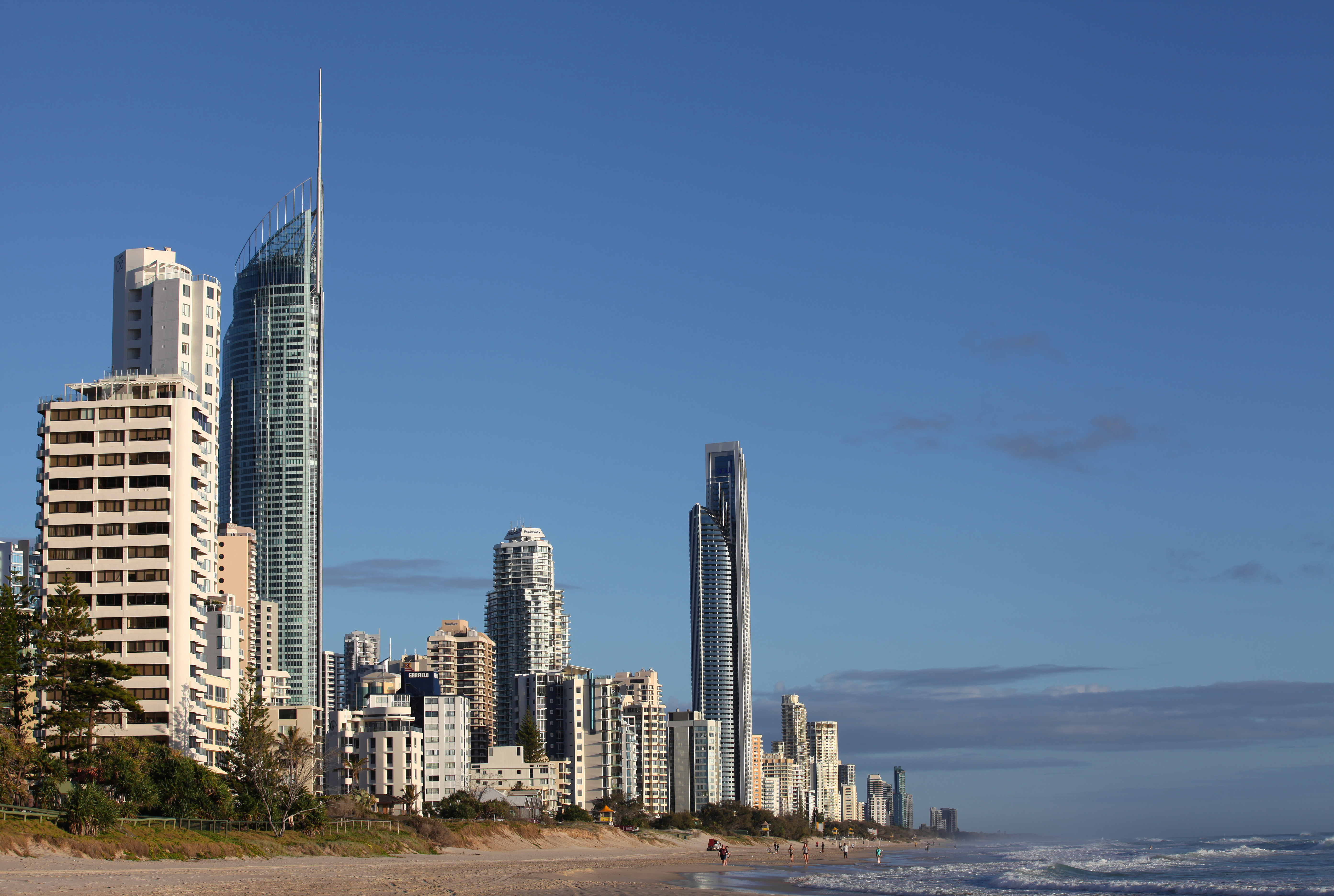
從黃金海岸衝浪者天堂海岸遠看Q1大廈

## 外部連結
- Q1 Resort & Spa（页面存档备份，存于）
- Q1 Observation Deck (SkyPoint)（页面存档备份，存于）
- . The record-setting view from Q1.   [2008-04-06]. （原始内容存档于2008-02-01）.

| 前任： 21世纪大廈 （杜拜）      | 世界最高住宅摩天大樓 2005年 - 2011年 | 繼任： 杜拜火炬大廈 （杜拜）           |
| 前任： 科林斯街120號 （墨爾本） | 澳洲最高摩天大樓 2005年 - 現今       | 繼任： 無                              |
| 前任： 阿格巴塔 （巴塞罗那）    | 安波利斯摩天大樓獎（銀獎） 2005年    | 繼任： 海浪度假村酒店大樓 （黃金海岸） |